# Südafrikanische Badmintonmeisterschaft
Die Südafrikanischen Meisterschaften im Badminton sind die nationalen Meisterschaften der Republik Südafrika in dieser Sportart. Sie werden seit 1948 ausgetragen. Zuerst fanden sie im zweijährigen Rhythmus statt, ab 1953 dann jährlich. Bis in die 1980er Jahre waren die Meisterschaften offen – das heißt, es konnten auch ausländische Spieler bei den Meisterschaften starten. So finden sich auch deutsche (Irmgard Latz, Marieluise Wackerow), dänische, holländische und insbesondere englische Sportler in den Siegerlisten. Für Auswahlmannschaften der südafrikanischen Provinzen wird der Melvill Cup ausgetragen.

## Die Meister
| Saison    | Herreneinzel      | Dameneinzel          | Herrendoppel                   | Damendoppel                         | Mixed                                 |             |
| --------- | ----------------- | -------------------- | ------------------------------ | ----------------------------------- | ------------------------------------- | ----------- |
| 1948      | Noel B. Radford   | Betty Uber           | R. C. Allen E. S. Irwin        | Betty Uber Queenie Allen            | Noel B. Radford Betty Uber            |             |
| 1950      | K. C. Brann       | Florrie McKenzie     | K. C. Brann R. C. Allen        | B. Bayne Florrie McKenzie           | K. C. Brann Florrie McKenzie          |             |
| 1952      | K. C. Brann       | Jane Palmer          | K. C. Brann R. J. Kidd         | June Wheating D. Moir               | K. C. Brann June Wheating             |             |
| 1953      | K. C. Brann       | June Wheating        | K. C. Brann R. C. Allen        | B. Bayne Florrie Kennedy            | K. C. Brann June Wheating             |             |
| 1955      | C. J. Read        | B. Mare              | B. T. Brownlee D. Anderson     | B. Bayne Florrie Kennedy            | C. Read B. Mare                       |             |
| 1956      | C. J. Read        | M. D. Flynn          | C. Read R. du Plessis          | B. Bayne M. Perrin                  | C. Read C. Jackson                    |             |
| 1957      | Gordon Byram      | D. Webber            | Gordon Byram D. Anderson       | D. Webber M. Perrin                 | Gordon Byram Jane Byram               |             |
| 1958      | Gordon Byram      | D. Webber            | H. Meyer J. van der Meulen     | D. Webber M. Perrin                 | Gordon Byram Jane Byram               |             |
| 1959      | Alan Parsons      | Heather Ward         | H. Meyer David Powell          | Heather Ward Barbara Carpenter      | David Powell Kay Buckle               |             |
| 1960      | Colin Bartlett    | M. D. Flynn          | C. Read David Powell           | M. D. Flynn Kay Buckle              | David Powell Kay Buckle               |             |
| 1961      | C. J. Read        | Kay Buckle           | H. Meyer Colin Bartlett        | M. D. Flynn Kay Buckle              | Alan Parsons J. Monteath              |             |
| 1962      | David Powell      | M. D. Flynn          | Alan Parsons David Powell      | Florrie Kennedy J. Monteath         | Alan Parsons J. Monteath              |             |
| 1963      | Colin Bartlett    | Jane Byram           | P. Griffin Colin Bartlett      | Sandra Bartlett J. Greener          | Colin Bartlett Kay Stavridis          |             |
| 1964      | Alan Parsons      | Wilma Prade          | Alan Parsons William Kerr      | Melanie Harris L. Marshall          | William Kerr J. Monteath              |             |
| 1965      | Alan Parsons      | Ursula Smith         | Alan Parsons William Kerr      | Ursula Smith Jennifer Pritchard     | Alan Parsons Wilma Prade              |             |
| 1966      | Alan Parsons      | Wilma Prade          | Alan Parsons William Kerr      | Wilma Prade Ann Smith               | Alan Parsons Wilma Prade              |             |
| 1967      | Alan Parsons      | Irmgard Latz         | Alan Parsons William Kerr      | Marieluise Wackerow Irmgard Latz    | William Lightbody H. Boltman          |             |
| 1968      | Alan Parsons      | Heather Nielsen      | Alan Parsons William Kerr      | Wilma Prade Ann Smith               | Alan Parsons Wilma Prade              |             |
| 1969      | Alan Parsons      | Gillian Perrin       | Kenneth Parsons Rennie du Toit | Margaret Boxall Susan Whetnall      | Derek Talbot Gillian Perrin           |             |
| 1970      | Alan Parsons      | Wilma Prade          | Alan Parsons William Kerr      | Ann Parsons Wilma Prade             | Bruce Clark Annesley Clark            |             |
| 1971      | Alan Parsons      | Pam Stockton         | Don Paup Chris Kinard          | Pam Stockton Caroline Hein          | Alan Parsons Wilma Prade              |             |
| 1972      | Klaus Kaagaard    | Deirdre Tyghe        | Kenneth Parsons Rennie du Toit | Deirdre Tyghe Marianne van der Walt | William Kerr Deirdre Tyghe            |             |
| 1973      | William Kerr      | Deirdre Tyghe        | Alan Parsons William Kerr      | Deirdre Tyghe Marianne van der Walt | William Kerr Deirdre Tyghe            |             |
| 1974      | William Kerr      | Deirdre Tyghe        | Alan Parsons William Kerr      | Joke van Beusekom Marjan Luesken    | William Kerr Deirdre Tyghe            |             |
| 1975      | Paul Whetnall     | Deirdre Tyghe        | Paul Whetnall Ray Stevens      | Susan Whetnall Barbara Giles        | Paul Whetnall Susan Whetnall          |             |
| 1976      | Ray Stevens       | Margaret Lockwood    | Mike Tredgett Ray Stevens      | Nora Gardner Margaret Lockwood      | Mike Tredgett Nora Gardner            |             |
| 1977      | William Kerr      | Deirdre Algie        | Kenneth Parsons William Kerr   | Gussie Botes Marianne van der Walt  | Kenneth Parsons Deirdre Algie         |             |
| 1978      | Gordon McMillan   | Deirdre Algie        | Gordon McMillan John Abrahams  | Gussie Botes Marianne Abrahams      | Kenneth Parsons Deirdre Algie         |             |
| 1979      | Johan Croukamp    | Gussie Botes         | Gordon McMillan John Abrahams  | Gussie Botes Marianne Abrahams      | Alan Phillips Gussie Botes            |             |
| 1980      | Chris Kinard      | Utami Kinard         | Alan Phillips Kenneth Parsons  | Gussie Phillips Marianne Abrahams   | Alan Phillips Gussie Phillips         |             |
| 1981      | Johan Bosman      | Deirdre Algie        | Alan Phillips Kenneth Parsons  | Deirdre Algie Karen Glenister       | Alan Phillips Gussie Phillips         |             |
| 1982      | Alan Phillips     | Gussie Phillips      | Alan Phillips Kenneth Parsons  | Gussie Phillips Tracey Phillips     | Alan Phillips Gussie Phillips         |             |
| 1983      | Johan Croukamp    | Gussie Phillips      | Alan Phillips David Phillips   | Gussie Phillips Tracey Phillips     | Alan Phillips Gussie Phillips         |             |
| 1984      | Johan Croukamp    | Karen Glenister      | Alan Phillips David Phillips   | Gussie Phillips Tracey Phillips     | Alan Phillips Gussie Phillips         |             |
| 1985      | Johan Bosman      | Gussie Phillips      | Alan Phillips David Phillips   | Deirdre Algie Linda Humphrey        | Alan Phillips Gussie Phillips         |             |
| 1986      | Johan Bosman      | Vanessa van der Walt | Alan Phillips David Phillips   | Gussie Phillips Tracey Thompson     | Alan Phillips Gussie Phillips         |             |
| 1987      | Johan Bosman      | Gussie Phillips      | Alan Phillips David Phillips   | Gussie Phillips Tracey Thompson     | Alan Phillips Gussie Phillips         |             |
| 1988      | Alan Phillips     | Gussie Phillips      | Alan Phillips David Phillips   | Gussie Phillips Tracey Thompson     | Alan Phillips Gussie Phillips         |             |
| 1989      | Alan Phillips     | Lina Fourie          | Kenneth Parsons Nico Meerholz  | Gussie Phillips Tracey Thompson     | Alan Phillips Gussie Phillips         |             |
| 1990      | Alan Phillips     | Lina Fourie          | Anton Kriel Nico Meerholz      | Gussie Phillips Tracey Thompson     | Alan Phillips Gussie Phillips         |             |
| 1991      | Anton Kriel       | Lina Fourie          | Anton Kriel Nico Meerholz      | Lina Fourie E. Fourie               | Anton Kriel Vanessa van der Walt      |             |
| 1992      | D. Plasson        | Lina Fourie          | Anton Kriel Nico Meerholz      | Gussie Phillips Tracey Thompson     | Anton Kriel Vanessa van der Walt      |             |
| 1993      | Johan Kleingeld   | Lina Fourie          | Anton Kriel Nico Meerholz      | Gussie Phillips Tracey Thompson     | Johan Kleingeld Lina Fourie           |             |
| 1994      | Johan Kleingeld   | Lina Fourie          | Anton Kriel Nico Meerholz      | Lina Fourie Beverley Meerholz       | Johan Kleingeld Lina Fourie           |             |
| 1995      | Johan Kleingeld   | Lina Fourie          | Johan Kleingeld Gavin Polmans  | Linda Humphrey Monique Till         | Alan Phillips Gussie Phillips         |             |
| 1996      | Warren Parsons    | Lina Fourie          | Johan Kleingeld Gavin Polmans  | Linda Montignies Monique Till       | Anton Kriel Vanessa van der Walt      |             |
| 1997      | Johan Kleingeld   | Lina Fourie          | Warren Parsons Neale Woodroffe | Lina Fourie Tracey Thompson         | Johan Kleingeld Lina Fourie           |             |
| 1998      | Johan Kleingeld   | Lina Fourie          | Gavin Polmans Neale Woodroffe  | Linda Montignies Monique Ric-Hansen | Anton Kriel Michelle Edwards          |             |
| 1999      | Michael Adams     | Lina Fourie          | Johan Kleingeld Anton Kriel    | Linda Montignies Monique Ric-Hansen | Johan Kleingeld Karen Coetzer         |             |
| 2000      | Michael Adams     | Michelle Edwards     | Nico Meerholz Anton Kriel      | Lina Fourie Karen Coetzer           | Anton Kriel Michelle Edwards          |             |
| 2001      | Stewart Carson    | Michelle Edwards     | Chris Dednam Johan Kleingeld   | Lina Fourie Karen Coetzer           | Chris Dednam Antoinette Uys           |             |
| 2002      | Stewart Carson    | Michelle Edwards     | Chris Dednam Johan Kleingeld   | Michelle Edwards Chantal Botts      | Johan Kleingeld Marika Daubern        |             |
| 2003      | Chris Dednam      | Michelle Edwards     | Chris Dednam Johan Kleingeld   | Michelle Edwards Chantal Botts      | Johan Kleingeld Marika Daubern        |             |
| 2004      | Chris Dednam      | Michelle Edwards     | Chris Dednam Roelof Dednam     | Michelle Edwards Chantal Botts      | Dorian James Michelle Edwards         |             |
| 2005      | Chris Dednam      | Marika Daubern       | Chris Dednam Roelof Dednam     | Marika Daubern Kerry-Lee Harrington | Johan Kleingeld Marika Daubern        |             |
| 2006      | Chris Dednam      | Kerry-Lee Harrington | Chris Dednam Roelof Dednam     | Michelle Edwards Chantal Botts      | Dorian James Michelle Edwards         |             |
| 2007      | Willem Viljoen    | Stacey Doubell       | Chris Dednam Roelof Dednam     | Michelle Edwards Chantal Botts      | Dorian James Michelle Edwards         |             |
| 2008      | Chris Dednam      | Stacey Doubell       | Chris Dednam Roelof Dednam     | Michelle Edwards Chantal Botts      | Chris Dednam Michelle Edwards         |             |
| 2009      | Roelof Dednam     | Kerry-Lee Harrington | Dorian James Willem Viljoen    | Michelle Edwards Annari Viljoen     | Chris Dednam Annari Viljoen           |             |
| 2010      |                   |                      | Chris Dednam Roelof Dednam     |                                     |                                       |             |
| 2011      | Willem Viljoen    | Annari Viljoen       | Chris Dednam Roelof Dednam     | Michelle Edwards Annari Viljoen     | Chris Dednam Annari Viljoen           |             |
| 2012      |                   |                      | Chris Dednam Roelof Dednam     |                                     |                                       |             |
| 2013      |                   |                      | Chris Dednam Roelof Dednam     |                                     |                                       |             |
| 2014      | Prakash Vijayanth | Elme de Villiers     | Andries Malan Willem Viljoen   | Stacey Doubell Jade Morgan          | Willem Viljoen Annari Viljoen         |             |
| 2015      | Andries Malan     | Elme de Villiers     | Andries Malan Willem Viljoen   | Sandra Le Grange Jennifer Fry       | Willem Viljoen Michelle Butler-Emmett |             |
| 2016      | Andries Malan     | Sandra Le Grange     | Chris Dednam Roelof Dednam     | Demi Botha Sandra Rujevic           | Andries Malan Sandra Le Grange        |             |
| 2017 2020 | keine Daten       | keine Daten          | keine Daten                    | keine Daten                         | keine Daten                           | keine Daten |
| 2021      | Robert Summers    | Johanita Scholtz     | Caden Kakora Robert Summers    | Leah Schoeman Johanita Scholtz      | Caden Kakora Johanita Scholtz         |             |
| 2022      | Robert Summers    | Diane Olivier        | Chris Dednam Roelof Dednam     | Debbi Godfrey Stacey Kerr           | Robert Summers Anri Schoonees         |             |
| 2023      | Robert White      | Johanita Scholtz     | Chris Dednam Roelof Dednam     | Johanita Scholtz Megan De Beer      | Jarred Elliott Amy Ackerman           |             |
| 2024      | Caden Kakora      | Johanita Scholtz     | Dorian James Robert Summers    | Johanita Scholtz Megan De Beer      | Robert Summers Anri Schoonees         |             |